# Носов Павло Макарович
Павло Макарович Носов (1894, село Людиново Калузької губернії, тепер місто Калузької області, Російська Федерація — розстріляний 8 серпня 1938, місто Свердловськ, тепер місто Єкатеринбург, Російська Федерація) — радянський діяч, голова Башкирської обласної контрольної комісії ВКП(б), народний комісар робітничо-селянської інспекції Башкирської АРСР, кандидат у члени ЦВК СРСР 5-го скликання. Кандидат у члени Центральної контрольної комісії ВКП(б) у 1923—1924 роках. Член Центральної контрольної комісії ВКП(б) у 1924—1925 та 1930—1934 роках.

## Біографія
Народився в 1894 (за іншими даними — в 1893) році.
З юних років працював на заводі, брав участь у революційній діяльності.
Член РСДРП(б) з 1913 року.
У 1914 році виїхав до Петрограда, потім до міста Орла. 
Влітку 1915 року мобілізований до російської армії, з 1915 по 1917 рік воював на фронтах Першої світової війни.
Повернувся в Людиново в листопаді 1917 року, працював військовим комісаром Жиздринського повіту Калузької губернії.
Учасник Громадянської війни в Росії — комісар полку, начальник політичного відділу дивізії.
З 1923 року — голова Брянської губернської контрольної комісії ВКП(б) та голова Вятської губернської контрольної комісії ВКП(б).
У 1930—1933 роках — голова Башкирської обласної контрольної комісії ВКП(б) — народний комісар робітничо-селянської інспекції Башкирської АРСР.
На 1934 рік — секретар партійної комісії ВКП(б) політичного відділу Північно-Кавказької залізниці.
До січня 1938 року — секретар Комісії партійного контролю ЦК ВКП(б) по Свердловській області.
11 січня 1938 року заарештований органами НКВС. Засуджений Воєнною колегією Верховного суду СРСР 8 серпня 1938 року до страти, розстріляний того ж дня в місті Свердловську.
Посмертно реабілітований.